# Lijst van burgemeesters van Washington D.C.
Lijst van burgemeesters van de Amerikaanse stad Washington D.C. een federaal district van de Verenigde Staten.

## Burgemeesters van Washington D.C. (1975–heden)
| Nr. | Burgemeester van Washington D.C. Mayor of Washington D.C. | Burgemeester van Washington D.C. Mayor of Washington D.C. | Burgemeester van Washington D.C. Mayor of Washington D.C. | Ambtstermijn   | Ambtstermijn   | Partij(en) | Verkiezing(en) |
| --- | --------------------------------------------------------- | --------------------------------------------------------- | --------------------------------------------------------- | -------------- | -------------- | ---------- | -------------- |
| 1   |                                                           | Walter Washington                                         | Walter Washington (1915–2003)                             | 2 januari 1975 | 2 januari 1979 | D          | 1974           |
| 2   |                                                           | Marion Barry                                              | Marion Barry (1936–2014)                                  | 2 januari 1979 | 2 januari 1991 | D          | 1978           |
| 2   | 1982                                                      | Marion Barry                                              | Marion Barry (1936–2014)                                  | 2 januari 1979 | 2 januari 1991 | D          |                |
| 2   | 1986                                                      | Marion Barry                                              | Marion Barry (1936–2014)                                  | 2 januari 1979 | 2 januari 1991 | D          |                |
| 3   |                                                           | Sharon Pratt Kelly                                        | Sharon Pratt Kelly (1944)                                 | 2 januari 1991 | 2 januari 1995 | D          | 1990           |
| 4   |                                                           | Marion Barry                                              | Marion Barry (1936–2014)                                  | 2 januari 1995 | 2 januari 1999 | D          | 1994           |
| 5   |                                                           | Anthony Williams                                          | Anthony Williams (1951)                                   | 2 januari 1999 | 2 januari 2007 | D          | 1998           |
| 5   | 2002                                                      | Anthony Williams                                          | Anthony Williams (1951)                                   | 2 januari 1999 | 2 januari 2007 | D          |                |
| 5   |                                                           | Adrian Fenty                                              | Adrian Fenty (1970)                                       | 2 januari 2007 | 2 januari 2011 | D          | 2006           |
| 6   |                                                           | Vincent Gray                                              | Vincent Gray (1942)                                       | 2 januari 2011 | 2 januari 2015 | D          | 2010           |
| 7   |                                                           | Muriel Bowser                                             | Muriel Bowser (1972)                                      | 2 januari 2015 | heden          | D          | 2014           |
| 7   | 2018                                                      | Muriel Bowser                                             | Muriel Bowser (1972)                                      | 2 januari 2015 | heden          | D          |                |
| 7   | 2022                                                      | Muriel Bowser                                             | Muriel Bowser (1972)                                      | 2 januari 2015 | heden          | D          |                |